# Sanktuarium Matki Bożej w Parczewie
Sanktuarium Matki Bożej Królowej Rodzin w Parczewie – bazylika mniejsza, znajdująca się na terenie rzymskokatolickiej parafii św. Jana Chrzciciela w Parczewie.

## Historia
Neogotyckiemu kościołowi z dwiema strzelistymi wieżami papież Jan Paweł II 26 kwietnia 1989 roku nadał godność Bazyliki Mniejszej. W świątyni tej znajduje się XVI-wieczny obraz Matki Bożej z Gruszką o wymiarach 115 na 80 cm, namalowany przez nieznanego malarza szkoły flamandzkiej. Przedstawia on siedzącą postać Matki Bożej, która po swej prawej stronie podtrzymuje małego Jezusa Chrystusa, który w lewej ręce trzyma bukiecik kwiatów, zaś w prawej owoc przypominający gruszkę. Koronacji obrazu dokonał 6 maja 2001 roku kardynał, prymas Polski Józef Glemp. Od 2008 siedziba Parczewskiej Kapituły Kolegiackiej.
Plan świątyni wykonał architekt ówczesnego powiatu bialskiego Władysław Wołodko (1866-1929), autor m.in. kościołów  w Łomazach,Parczewie i Sławatyczach oraz wejścia na cmentarz w Białej Podlaskiej.

## Galeria

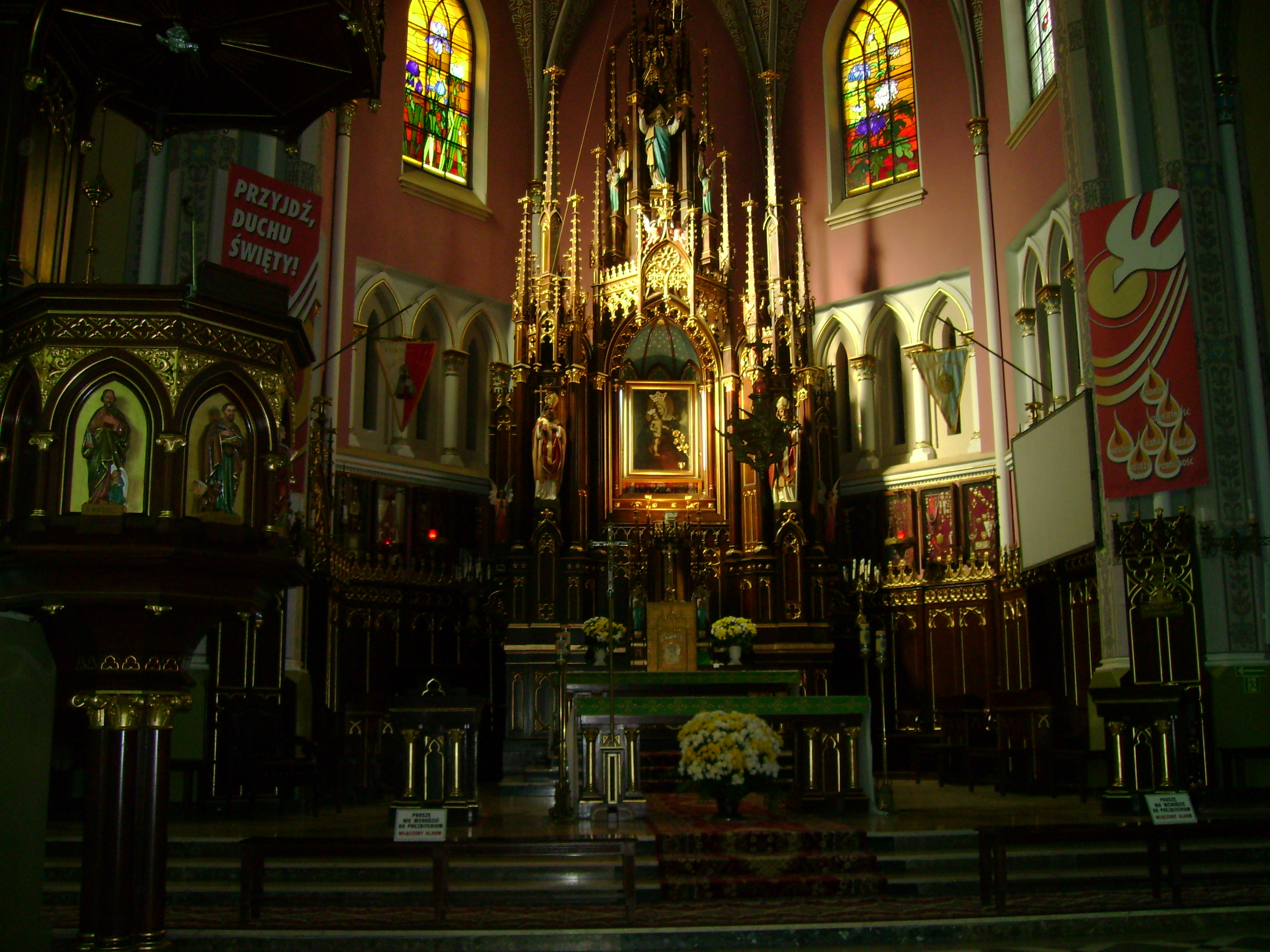
Ołtarz główny w kościele
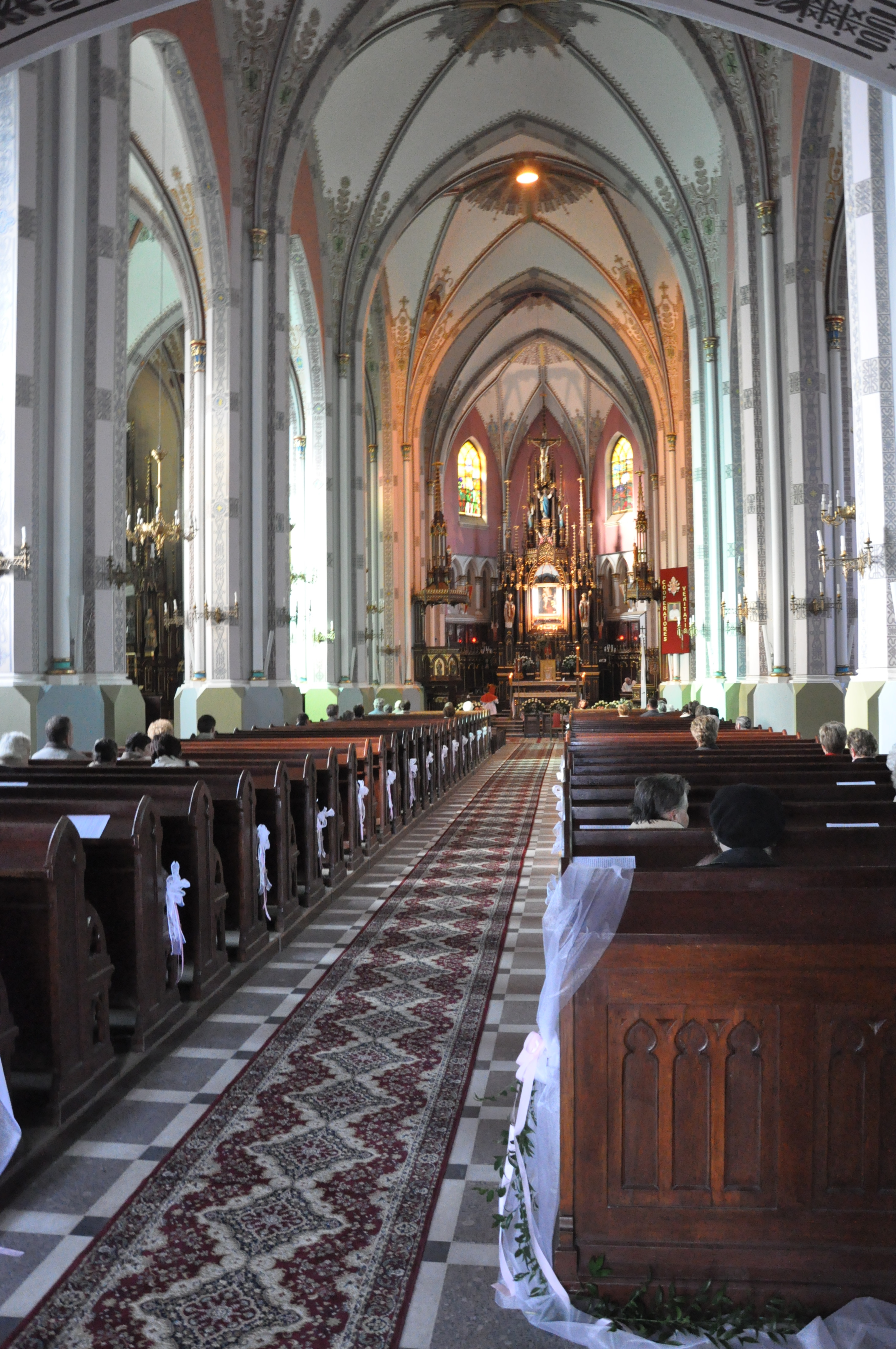
Nawa główna w kościele